# Santos Futebol Clube (futebol feminino)
O Santos Feminino, também conhecido como Sereias da Vila, é a equipe de futebol feminino do Santos Futebol Clube, que tem sede na cidade de Santos, no litoral de São Paulo. É um dos pioneiros da modalidade no país e conta entre seus principais títulos com o bicampeonato da Copa Libertadores, o bicampeonato da Copa do Brasil, o tetracampeonato do Campeonato Paulista e o título do Campeonato Brasileiro de 2017.

## História
Em 1997, o Santos profissionalizou seu departamento de futebol feminino, tornando-se um dos pioneiros na modalidade. Para formar sua primeira equipe, o clube contou com a parceria da Marvel Consórcios, que já mantinha uma equipe feminina de futebol de salão. Devido ao regulamento do Campeonato Paulista de 1997, que permitia apenas três jogadoras acima de 23 anos, foram realizadas diversas peneiras, sob a coordenação de Manoel Maria. O clube também contratou três jogadoras que haviam integrado a Seleção Brasileira que conquistou o quarto lugar nas Olimpíadas de Atlanta, um ano antes: Elane, Fanta e Solange. Naquele campeonato, terminou na segunda colocação, perdendo a final para o São Paulo.
O futebol feminino do Santos enfrentou problemas de organização em seus primeiros anos, participando do Campeonato Estadual de 1997, 1998, 1999 e 2001, organizados pela Liga Paulistana, e também de 2004, 2005 e 2006, organizados pela Secretaria de Esportes de São Paulo. O clube começou a se consolidar na modalidade a partir de 2007, quando a Federação Paulista (FPF) passou a organizar o campeonato estadual. Entre 2009 e 2012, o Santos se destacou como uma das principais equipes de futebol feminino do país, conquistando diversos títulos, incluindo o bicampeonato da Copa Libertadores (2009 e 2010), o bicampeonato da Copa do Brasil (2008 e 2009) e o tricampeonato do Paulista (2007, 2010 e 2011). Em 2011, sete jogadoras do Santos foram convocadas para a Seleção Brasileira na Copa do Mundo.
Em 2012, o departamento de futebol feminino foi encerrado pelo então presidente Luis Álvaro de Oliveira Ribeiro, que alegou falta de patrocinadores e recursos internos. No entanto, alguns jornais sugeriram que o encerramento da equipe feminina visava manter Neymar no clube por mais tempo, apesar de ele ter oferecido ajuda para manter a equipe. Na gestão seguinte, o presidente Modesto Roma Júnior anunciou o retorno do departamento de futebol feminino, com o evento inaugural sendo um jogo amistoso contra a Portuguesa, realizado em 14 de abril de 2015, data do aniversário de 103 anos do Santos. Em 2017, conquistou o título do Campeonato Brasileiro.

## Títulos
| CONTINENTAIS   | CONTINENTAIS                      | CONTINENTAIS | CONTINENTAIS                               |
|                | Competição                        | Títulos      | Temporadas                                 |
| -------------- | --------------------------------- | ------------ | ------------------------------------------ |
|                | Copa Libertadores                 | 2            | 2009 e 2010                                |
|                | Copa Mercosul                     | 1            | 2006                                       |
| INTERNACIONAIS |                                   |              |                                            |
|                | Competição                        | Títulos      | Temporadas                                 |
| Brasil         | Torneio Internacional Interclubes | 1            | 2011                                       |
| NACIONAIS      |                                   |              |                                            |
|                | Competição                        | Títulos      | Temporadas                                 |
|                | Campeonato Brasileiro             | 1            | 2017                                       |
|                | Copa do Brasil                    | 2            | 2008 e 2009                                |
|                | Liga Nacional                     | 1            | 2007                                       |
| ESTADUAIS      |                                   |              |                                            |
|                | Competição                        | Títulos      | Temporadas                                 |
|                | Campeonato Paulista               | 4            | 2007, 2010, 2011 e 2018                    |
|                | Copa Paulista                     | 2            | 2020 2024                                  |
| São Paulo      | Liga Paulista                     | 1            | 2009[carece de fontes?]                    |
| REGIONAIS      |                                   |              |                                            |
|                | Competição                        | Títulos      | Temporadas                                 |
| São Paulo      | Jogos Regionais                   | 4            | 2006, 2007, 2008 e 2011[carece de fontes?] |
| São Paulo      | Jogos Abertos do Interior         | 4            | 2000, 2002, 2010 e 2011[carece de fontes?] |

Categorias de base
- Campeonato Paulista Sub-17: 2020

## Estatísticas

### Jogadoras

#### Maiores artilheiras[23]
As dez maiores artilheiras da história do Santos:
| Pos. | Jogador        | Período                     | Gols |
| ---- | -------------- | --------------------------- | ---- |
| 1º   | Ketlen         | 2007–2011; 2015–            | 207  |
| 2º   | Cristiane      | 2009; 2011; 2020–2024       | 120  |
| 3º   | Suzana         |                             | 78   |
| 3º   | Pikena         | 2007–2011                   | 78   |
| 3º   | Thaisinha      | 2009–2011; 2020–            | 78   |
| 6º   | Karen Peliçari | 2009–2011; 2015–2018; 2021  | 69   |
| 7º   | Maurine        | 2008–2010; 2011; 2016–2019  | 67   |
| 7º   | Sole Jaimes    | 2016–2017; 2019; 2021; 2024 | 64   |
| 9º   | Érika          |                             | 52   |
| 10º  | Dani Silva     | 2007–2011; 2016–2019; 2024  | 51   |

## Elenco atual
Última atualização: 15 de junho de 2025.